# Junktim
Ein Junktim (von lat. iunctim, Adv. vereint, hintereinander), auch Junktimklausel, nennt man in der Rechtswissenschaft die Bestimmung einer Rechtsnorm, dass eine im Rang unter ihr stehende Rechtsvorschrift eine bestimmte Regelung nur in Verbindung mit einer anderen Regelung treffen darf. Ein bekanntes Beispiel ist die Junktimklausel in Art. 14 Abs. 3 Satz 2 GG, wonach eine Enteignung „nur durch Gesetz oder auf Grund eines Gesetzes erfolgen“ darf, „das Art und Ausmaß der Entschädigung regelt“.
Die sogenannte Junktimierung ist auch eine juristische Technik bei Verhandlungen über Verträge oder Gesetzentwürfe. Vereinfacht kann man sagen, dass man sich auf den Standpunkt stellt: „Ohne das eine geht das ganze andere nicht.“
Im allgemeinen Sprachgebrauch wird ein Junktim auch als Bedingungszusammenhang oder sonstige sehr enge Verbindung verstanden.
Gegenstück zur Junktim-Klausel ist die Salvatorische Klausel, nach der bei Unwirksamkeit eines Bestandteils das restliche Regelwerk wirksam bleiben soll.
1971 war das Wort Junktim auf Platz 2 bei der Wahl zum Wort des Jahres.